# The Final Season
The Final Season é um filme de beisebol de 2007 estrelado Sean Astin, Rachael Leigh Cook, Tom Arnold, Powers Boothe, Brett Claywell, Michael Angarano, e Marshall Bell e dirigido por David Mickey Evans. Sports Action por ReelSports. A produção do filme foi feita em 2006 em Shellsburg, Iowa, e Cedar Rapids, Iowa, e foi lançado nos Estados Unidos e Canadá em 12 de outubro de 2007, por Yari Film Group.
O filme estreou três vezes no Festival de Cinema de Tribeca em Nova Iorque, Nova Iorque.[carece de fontes?] O filme também estreou em Cedar Rapids, Iowa , em 7 de outubro de 2007.

## Sinopse
A verdadeira história de (Sean Astin) que interpreta Kent Stock, que no início de 1990, leva o trabalho de uma vida como treinador da Norway High School de time de beisebol, uma escola que tinha ganho 19 títulos estaduais e igualado beisebol com a vida. Kent deve conquistar os seus jogadores e convencê-los e si mesmo que pode ocupar o lugar do seu antigo treinador ao mesmo tempo que lidam com a realidade de que esta será a última temporada da equipe devido a uma fusão iminente com uma escola próxima.
No verão de 1991, a tradição da Noruega alta beisebol terminou com uma nota triunfante, mas sombria.
O filme retrata o Norway School District fundindo-se com o "School District Madison". Norway, na verdade, foi consolidada no Benton Community School District.

## Elenco
- Sean Astin como Kent Stock
- Rachael Leigh Cook como Polly Hudson
- Michael Angarano como Mitch Akers
- Powers Boothe como Jim Van Scoyoc
- Tom Arnold como Burt Akers
- Brett Claywell como Patrick Iverson
- Marshall Bell como Harvey Makepeace
- Danielle Savre como Cindy Iverson
- James Gammon como Jared (vovô) Akers
- Jesse Henecke como Diretor Halberstorm
- Larry Miller como Roger Dempsey
- Roscoe Myrick como Sammy
- Chris Olsen como Eddie Fitz
- Angela Paton como Ann Akers
- Nick Livingston como Kevin
- Ryan Flood como jogador de beisebol #4
- Nick Schmitt como jogador de beisebol #5 91 time Norway
- Nathan Pyan como jogador de beisebol #10 91 time Norway
- Josh Merino como Reed Ellis

## Recepção
The Final Season recebeu predominantemente negativo para críticas mistas dos críticos. Rotten Tomatoes, o filme tem uma classificação de "podre" de 26%, com base em 50 comentários. No Metacritic, o filme teve uma pontuação média de 43 pontos em 100, com base em 16 comentários, o que indica "críticas mistas ou médias". O filme arrecadou $1,159,691 nos EUA.